# Putzer-Algorithmus
Beim Putzer-Algorithmus (nach Eugene James Putzer) handelt es sich um eine rekursive Methode zur Berechnung des Matrixexponentials. Ziel des Verfahrens ist es also, für gegebenes {\displaystyle A\in \mathbb {C} ^{n\times n}} und {\displaystyle x\in \mathbb {R} } das Matrixexponential {\displaystyle \textstyle \exp(Ax):=\sum _{k=0}^{\infty }{\frac {(Ax)^{k}}{k!}}} zu bestimmen.
Der Algorithmus spielt wie auch das Matrixexponential vor allem in der Theorie gewöhnlicher Differentialgleichungen eine Rolle, da durch ihn Lösungen linearer Differentialgleichungssysteme bestimmt werden können.

## Das Verfahren
Sei {\displaystyle A\in \mathbb {C} ^{n\times n}} eine quadratische {\displaystyle (n\times n)}-Matrix. Sei weiter {\displaystyle \{\lambda _{j}\}_{j=1,\ldots ,n}} eine Abzählung der Eigenwerte der Matrix {\displaystyle A} unter Berücksichtigung der algebraischen Vielfachheit. Diese Abzählung existiert, da {\displaystyle \mathbb {C} } algebraisch abgeschlossen ist.
Für {\displaystyle k\in \{1,\ldots ,n\}} definieren wir nun rekursiv stetig differenzierbare Funktionen {\displaystyle p_{k}\in C^{1}(\mathbb {R} ,\mathbb {C} )} und {\displaystyle (n\times n)}-Matrizen {\displaystyle M_{k-1}\in \mathbb {C} ^{n\times n}}, so dass für {\displaystyle x\in \mathbb {R} } folgende Beziehung gilt:
{\displaystyle \exp(Ax)=\sum _{k=1}^{n}p_{k}(x)M_{k-1}}.
Die Rekursionsvorschrift für die Matrizen {\displaystyle M_{k}} lautet
{\displaystyle M_{0}:=I_{n}} und {\displaystyle M_{k}:=(A-\lambda _{k}\cdot I)M_{k-1}}.
Die {\displaystyle p_{k}} sind rekursiv durch folgende Anfangswertprobleme definiert:
{\displaystyle \left\{{\begin{aligned}p_{1}'(x)&=\lambda _{1}p_{1}(x)\\p_{1}(0)&=1\end{aligned}}\right.\quad \left\{{\begin{aligned}p_{k}'(x)&=\lambda _{k}p_{k}(x)+p_{k-1}\\p_{k}(0)&=0\end{aligned}}\right.}

## Beispiel
Illustration des Verfahrens für {\displaystyle n=2}: Sei folgende Matrix {\displaystyle A={\begin{pmatrix}3&{-1}\\1&{1}\end{pmatrix}}} gegeben. Wir werden nun mit dem Putzer-Algorithmus das Matrixexponential {\displaystyle \exp(Ax)} für beliebiges {\displaystyle x\in \mathbb {R} } berechnen. Als erstes bestimmen wir die Eigenwerte der Matrix {\displaystyle A} unter Berücksichtigung der algebraischen Vielfachheit. Dazu berechnen wir das charakteristische Polynom und setzen es gleich {\displaystyle 0}:
{\displaystyle \chi _{A}(\lambda ):=\det(A-\lambda I)=\det {\begin{pmatrix}3-\lambda &{-1}\\1&{1-\lambda }\end{pmatrix}}=\lambda ^{2}-4\lambda +4=(\lambda -2)^{2}\,{\overset {!}{=}}\,0}
Es folgt, dass {\displaystyle \lambda =2} der einzige Eigenwert der Matrix {\displaystyle A} ist, allerdings mit algebraischer Vielfachheit {\displaystyle 2}. Somit handelt es sich bei {\displaystyle (\lambda _{1},\lambda _{2})=(2,2)} um eine Abzählung der Eigenwerte von {\displaystyle A}.
Als nächstes bestimmen wir mit den Rekursionsformeln von oben die Matrizen {\displaystyle M_{k},k\in \{0,1\}}. Es folgt {\displaystyle M_{0}={\begin{pmatrix}1&{0}\\0&{1}\end{pmatrix}}} und entsprechend {\displaystyle M_{1}=(A-\lambda _{1}I_{2})M_{0}=(A-\lambda _{1}I_{2})={\begin{pmatrix}1&{-1}\\1&{-1}\end{pmatrix}}}.
Zuletzt berechnen wir für {\displaystyle k\in \{1,2\}} die Funktionen {\displaystyle p_{k}}, die über folgende Anfangswertprobleme definiert sind:
{\displaystyle \left\{{\begin{array}{ll}p_{1}'(x)=2p_{1}(x)\,\\p_{1}(0)=1\end{array}}\right.\quad \left\{{\begin{array}{ll}p_{2}'(x)=2p_{2}(x)+p_{1}\,\\p_{2}(0)=0\end{array}}\right.}
Das erste Anfangswertproblem lässt sich mittels der Lösungsmethode Trennung der Veränderlichen für gewöhnliche Differentialgleichungen leicht als {\displaystyle p_{1}(x)=\exp(2x)} bestimmen. Das zweite Anfangswertproblem lässt sich ebenfalls sehr einfach über die Methode Variation der Konstanten berechnen und wir erhalten als Lösung {\displaystyle p_{2}(x)=x\exp(2x)}.
Da wir nun alles beisammen haben, können wir {\displaystyle \exp(Ax)} für ein {\displaystyle x\in \mathbb {R} } angeben:
{\displaystyle \exp(Ax)=\sum _{k=1}^{2}p_{k}(x)M_{k-1}=\exp(2x){\begin{pmatrix}1&{0}\\0&{1}\end{pmatrix}}+x\exp(2x){\begin{pmatrix}1&{-1}\\1&{-1}\end{pmatrix}}=\exp(2x){\begin{pmatrix}1+x&{-x}\\x&{1-x}\end{pmatrix}}}

## Spezielle Lösungen
Wie im Beispiel gezeigt, lässt sich das erste Anfangswertproblem mittels der Lösungsmethode Trennung der Veränderlichen für gewöhnliche Differentialgleichungen bestimmen. Die weiteren Anfangswertprobleme mit {\displaystyle k\in \{2,\ldots ,n\}} lassen sich ebenfalls einfach über die Methode Variation der Konstanten berechnen. Dementsprechend folgen zunächst die Lösungen:
{\displaystyle p_{1}(t)=e^{\lambda _{1}t}}
{\displaystyle p_{k}(t)=e^{\lambda _{k}t}\int _{x=0}^{t}p_{k-1}(x)\,e^{-\lambda _{k}x}\,\mathrm {d} x}
Hieraus lassen sich wiederum weitere spezielle Lösungen abhängig von den Eigenwerten ableiten.

### Gleiche Eigenwerte
Sind alle Eigenwerte gleich {\displaystyle (\lambda =\lambda _{1}=\lambda _{2}=\dotsc =\lambda _{n})}, folgt aus der integralen Darstellung für {\displaystyle p_{k}} mit {\displaystyle k\geq 2}, dass die Funktion {\displaystyle f=1} gerade {\displaystyle (k-1)}-mal integriert werden muss. Für {\displaystyle k\geq 1} gilt somit:
{\displaystyle p_{k}(t)={\frac {t^{k-1}}{(k-1)!}}e^{\lambda t}}
Das Matrix-Exponential einer {\displaystyle (n\times n)}-Matrix mit gleichen Eigenwerten {\displaystyle \lambda } kann schließlich explizit mit folgender Formel bestimmt werden:
{\displaystyle \exp(At)=e^{\lambda t}E+t\,e^{\lambda t}(A-\lambda \,E)+\dotsc =e^{\lambda t}\,\sum _{i=0}^{n-1}{\frac {t^{i}}{i!}}(A-\lambda \,E)^{i}}

### Ungleiche Eigenwerte
Häufig sind alle Eigenwerte der Matrix verschieden ({\displaystyle \lambda _{i}\neq \lambda _{j}} für {\displaystyle i\neq j}). In diesem Fall gilt für die Diskriminante des charakteristischen Polynoms {\displaystyle D_{n}\neq 0}. Die Lösung für {\displaystyle p_{1}(t)} bleibt davon unverändert. Ab {\displaystyle k\geq 2} folgt nach Integration:
{\displaystyle p_{2}(t)={\frac {e^{\lambda _{1}t}-e^{\lambda _{2}t}}{\lambda _{1}-\lambda _{2}}}},
{\displaystyle p_{3}(t)={\frac {e^{\lambda _{1}t}-e^{\lambda _{3}t}}{(\lambda _{1}-\lambda _{2})(\lambda _{1}-\lambda _{3})}}+{\frac {e^{\lambda _{2}t}-e^{\lambda _{3}t}}{(\lambda _{2}-\lambda _{1})(\lambda _{2}-\lambda _{3})}}}
usw.
Die Lösung folgt hierbei offensichtlich der Systematik
{\displaystyle p_{k}(t)=\sum _{i=1}^{k-1}{\frac {e^{\lambda _{i}t}-e^{\lambda _{k}t}}{\prod _{j=1}^{k}(\lambda _{i}-\lambda _{j})}}~~~} mit {\displaystyle j\neq i}.
Für das Exponential einer {\displaystyle (n\times n)}-Matrix mit verschiedenen Eigenwerten folgt damit die Newton-Interpolation
{\displaystyle \exp(At)=e^{\lambda _{1}t}E+\sum _{i=2}^{n}[\lambda _{1},\dotsc ,\lambda _{i}]\prod _{j=1}^{i-1}(A-\lambda _{j}\,E)}
für die Darstellung der Matrix-Exponentialfunktion als Polynom. Die von {\displaystyle x} abhängigen Funktionen können dabei rekursiv berechnet werden mit
{\displaystyle [\lambda _{1},\lambda _{2}]={\frac {e^{\lambda _{1}t}-e^{\lambda _{2}t}}{\lambda _{1}-\lambda _{2}}}},
{\displaystyle [\lambda _{1},\dotsc ,\lambda _{k+1}]={\frac {[\lambda _{1},\dotsc ,\lambda _{k}]-[\lambda _{2},\dotsc ,\lambda _{k+1}]}{\lambda _{1}-\lambda _{k+1}}}} {\displaystyle ~~~~(k\geq 2)}.

## Aufwand von Polynom-Lösungsmethoden
Der Putzer-Algorithmus hat einen Aufwand der Größenordnung {\displaystyle {\mathcal {O}}(n^{4})} (im Wesentlichen {\displaystyle n} Matrizenmultiplikationen). Damit ist der Aufwand deutlich höher als bei Verwendung von Methoden auf Basis der Taylorreihe oder auf Basis von Matrix-Zerlegungsmethoden (wie Diagonalisierung oder QR-Algorithmus), mit jeweils einem Aufwand der Größenordnung {\displaystyle {\mathcal {O}}(n^{3})}. Der Algorithmus ist also eher nur für kleinere Matrizen geeignet, jedoch erhält man hier vorteilhaft eine vollständig symbolische Lösung.
Vergleicht man zum Aufwand die Lösung für die Matrix-Exponentialfunktion mittels Diagonalisieren der Matrix
{\displaystyle \exp(At)=V\operatorname {diag} (e^{\lambda _{i}t})\,V^{-1}=\sum _{j=1}^{n}e^{\lambda _{i}t}v_{j}y_{j}^{T}},
wobei {\displaystyle y_{j}^{T}} die {\displaystyle j}-te Zeile von {\displaystyle V^{-1}} ist, mit der Lagrange-Interpolation
{\displaystyle \exp(At)=\sum _{j=1}^{n}e^{\lambda _{i}t}A_{j}},
wobei
{\displaystyle A_{j}=\prod _{k=1}^{n}{\frac {A-\lambda _{k}\,E}{\lambda _{j}-\lambda _{k}}}\quad (k\neq j)},
dann folgt daraus
{\displaystyle A_{j}=v_{j}y_{j}^{T}}
und der Aufwand der Größenordnung {\displaystyle {\mathcal {O}}(n^{4})} zur Berechnung von {\displaystyle A_{j}} ist völlig unnötig.